# 6902 Hideoasada
6902 Hideoasada este un asteroid din centura principală de asteroizi.

## Descriere
6902 Hideoasada este un asteroid din centura principală de asteroizi. A fost descoperit pe 26 octombrie 1989 la Kani de Yoshikane Mizuno și Toshimasa Furuta. Asteroidul prezintă o orbită caracterizată de o semiaxă mare de 2,75 ua, o excentricitate de 0,10 și o înclinație de 2,1° în raport cu ecliptica.